# عبد الرحمن طيب بعكر
عبد الرحمن طيب علي بعكر بن العزي محمد بن محمد بن عبد الفتاح الحضرمي شاعر وناقد ومؤرخ يمني ولد سنة 1364 هـ الموافق 1944م وتوفي في يوم الخميس 29 ذي الحجة 1427هـ الموافق 18 يناير 2007.

## السيرة
ينتسب بعكر إلى أسرة من أصول حضرمية، انتقلت وعاشت في تهامة مدينة حيس محافظة الحديدة. لما بلغ عبد الرحمن بعكر أشدهُ تلقى علي يد أبيه ومشائخ القرآن مبادئ دروسه بالإملاء والخط والحساب وحفظ متون الزبد في فروع الشافعية وملحة الإعراب في النحو، والرحبية في الفرائض، وعقيدة العوام في العقيدة ثم كانت ملازمته لأستاذه أحمد قاسم دهمش الخولاني عندما انتقل إلى صنعاء حيث التحق بمدرسة ثانوية وواصل دراسته بالجامع الكبير.
كما تأثر بالشاعر عبد الله محمد عطية، وتعرف على دبوان العديني، فأخذ عنه النحو والفرائض والفقه، واتفق له أن رأى مفتى الشافعية بزبيد العلامة محمد سليمان الأهدل عندما عاد إلى بلدة حيس عمل سكرتيرًا لمركز الناحية، ثم قائمًا بأعمال المديرية، وذلك سنة 1386هـ / 1966م، وظل في عمله هذا حتى أصيب بفقد البصر. تزوج من أكثر من امرأة، وله من الأولاد خمسة عشر؛ بين ذكور وإناث.

## مؤلفاته
1- أشذاء من الأدب اليمني: كتيب صغير الحجم، إلا أنه يحتوى على مقالات متفرقة ومهمة أبرزها: مقال حول الأدب الإسلامي، وقد شارك بهذا البحث في مؤتمر الأدب الإسلامي «بجامعة عين شمس» وقد صدرت الطبعة الأولى منه عام 1997م.
2- أجراس: ديوان شعري يضم قصائد تثويرية، وقصائد مناسباتية مختلفة من الشعر الإسلامي العمودي، وقد صدرت الطبعة الأولى منه عن دار البشير 1985.`
3- الأنموذج الفائق للنظم الرائق: وهو تحقيق لديوان عبدالرحمن الآنسي،
4- ثمانون عاماً من حياة النعمان: كتاب يتناول سيرة الأستاذ أحمد محمد نعمان وأهم مواقفه
5- جمرات نثرية: كتاب في فن النثر ضم ثلاث وقفات: الأولى مع ثلاثة أدباء من اليمن، والثانية مع ثلاثة أدباء عرب، والثالثة مع ثلاثة أدباء مسلمين من شبه القارة الهندية.
6- حسم الموهبة: كتاب نقدي تخصص في دراسة نتاج أربعة من الشعراء اليمنيين هم عبد الله البردوني وعبد الله محمد عطية وعبد الله عبد الوهاب نعمان وحسن عبد الله الشرفي
7- الرجل الذي أحبه الحرم والهرم: كتاب خص به المؤلف «بطل الجمهورية» الشيخ عبد الله بن حسين الأحمر
8- سجادة الخضر (ديوان) يضم أشعاراً في الطبيعة
9- شاعر التوحيد والعدل والجمال: دارسة عن عبد الرحمن الآنسى في عدة محاور.
10 - عناقيد أدب وفن: وهو كتاب نقدي أدبي تراجمي يحتوي على مادة وفيرة هدف الناقد من خلالها إلى بيان مزايا الأدب العربي عبر العصور
11 - كواكب يمنية في سماء الإسلام: كتاب تراجمي لأعلام من اليمن كانت لهم أدوار في مجال الدعوة والجهاد والعلوم منذُ مجئ الإسلام حتى منتصف القرن 14هـ.
12 - المجاهد الشهيد محمد محمود الزبيري: كتابٌُ يتناول حياة الشهيد الزبيري وأدبه.
13 - مصلح اليمن محمد بن إسماعيل الأمير: يتكلم
14 - ملامح اليمن والضمادات المطلوبة: أول كتاب للناقد ألفه في عام 1984
15- نظرات في التاريخ العام لليمن: وهو كتاب تاريخي لليمن منذ العصور القديمة حتى التاريخ المعاصر
16- كيف غنت تهامة: كتاب توثيقي للشعر التهامي وسماته الفنية والموضوعية.
17 - شاعر المخاء: حاتم الأهدل: وهو كتاب يتناول تعريفاً لهذا الشاعر ويورد عدداً من القصائد الشعرية له.
18 - في ركاب ابن علوان: كتاب عن العلامة الصوفي أحمد بن علوان يتناول شعره ونثره.

## وفاته
توفي عبد الرحمن الحضرمي في محافظة الحديدة، إثر إصابته بجلطة دماغية، عن عمرٍ ناهز 64 عاماً، ودفن في مسقط رأسه في مديرية حبس في محافظة الحديدية.